# Stereophyllum vitiense
Stereophyllum vitiense är en bladmossart som beskrevs av Hugh Neville Dixon 1930. Stereophyllum vitiense ingår i släktet Stereophyllum och familjen Stereophyllaceae. Inga underarter finns listade i Catalogue of Life.